# Accident ferroviaire d'Amagasaki
 (avril 2014).
Si vous disposez d'ouvrages ou d'articles de référence ou si vous connaissez des sites web de qualité traitant du thème abordé ici, merci de compléter l'article en donnant les références utiles à sa vérifiabilité et en les liant à la section « Notes et références ».
L' accident ferroviaire d'Amagasaki (JR福知山線脱線事故, JR Fukuchiyama-sen Dassen jiko, litt. Déraillement de la ligne JR Fukuchiyama) est un accident de train mortel qui a eu lieu au Japon le 25 avril 2005 à 9h19 heure locale. Les sept voitures d'un train de banlieue sont sorties de leur voie sur la ligne Fukuchiyama à Amagasaki, près d'Osaka. Sur environ 700 passagers à bord au moment de l'accident, 106 passagers ainsi que le conducteur sont décédés et 562 ont été blessés. Le déraillement est dû à une vitesse excessive du train. C'est le plus grave accident au Japon depuis celui de 1963 à Tsurumi.

## L'accident
Le 25 avril 2005 à 9h19 heure locale, sept voitures d'un train de banlieue sont sorties de leur voie sur la ligne Fukuchiyama à Amagasaki, Hyogo, près d'Osaka, juste avant la gare d'Amagasaki en direction de Doshisha-mae, via la ligne JR Tōzai et la ligne Gakkentoshi.
Les deux voitures avant se sont écrasées contre un immeuble d'habitation. La première voiture s'est encastrée dans un garage et plusieurs jours ont été nécessaires pour l'enlever. Sur environ 700 passagers (estimation initiale de 580) à bord au moment de l'accident, 106 passagers ainsi que le conducteur sont décédés et 562 ont été blessés. D'après la plupart des témoins de l'accident, le train roulait trop vite.
C'est le plus grave accident au Japon depuis celui de 1963 à Tsurumi, où deux trains de passagers avaient percuté un train de fret déraillé, tuant 162 personnes.

## Causes et conséquences
Le conducteur roulait trop vite (116 km/h dans une zone limitée à 70 km/h) en raison d'un retard qu'il voulait combler pour éviter de possibles pénalités et de pressions psychologiques, très fréquentes chez JR à l'époque lorsqu'un conducteur était en retard.
À la suite de l'accident, plusieurs dirigeants de l'entreprise ont été poursuivis en justice au motif qu'ils auraient dû installer des systèmes automatiques de ralentissement. En 2017, la Cour suprême a conclu que cette installation n'était pas obligatoire à cette époque et les a donc acquittés.

## Articles de presse
- « Accident de train meurtrier au Japon » Article publié le 25 avril 2005 dans La Croix.
- « Le train roulait trop vite » Article publié le 25 avril 2005 sur LCI.
- « Déraillement de train au Japon : course contre la montre pour sauver des vies » Article publié le 26 avril 2005 dans Le Monde.
- « Japon. Le train du cauchemar » Article publié le 26 avril 2005 dans La Dépêche du Midi.
- « Accident de train au Japon : 56 morts » Article publié le 26 avril 2005 dans Le Nouvel observateur.
- « Bilan aggravé de la catastrophe ferroviaire au Japon » Article de Michel Temman publié le 27 avril 2005 dans Libération.
- « Le bilan de l'accident de train au Japon s'alourdit à près de 100 morts » Article publié le 27 avril 2005 dans La Libre Belgique.
- « Japon — Déraillement du train : Le bilan dépasse les 100 morts » Article publié le 10 septembre 2012 dans Le Quotidien.

## Documentaires télévisés
- Quand le train déraille, 7e épisode de la 6e saison de La Minute de vérité sur National Geographic Channel et sur Direct 8.

## Accidents similaires

### Excès de vitesse dans des courbes
Cette première liste ci-dessous résume, par ordre chronologique, les principaux accidents ferroviaires similaires, causés par une vitesse excessive dans une courbe de la voie.
- Accident ferroviaire de Salisbury (en), le 1er juillet 1906 à Salisbury (Wiltshire, Angleterre) - 28 morts.
- Accident de métro de Malbone Street (en), le 1er novembre 1918 à Brooklyn (New York) - 98 morts.
- Accident ferroviaire de Camp Mountain (en), le 5 mai 1947 à Camp Mountain (en) (Queensland) - 16 morts.
- Accident ferroviaire de la Ligne Hachikō, le 25 février 1947 dans la Préfecture de Saitama (Kantō) - 184 morts.
- Accident ferroviaire de Sutton Coldfield (en), le 23 janvier 1955 à Sutton Coldfield (Birmingham, Angleterre) - 17 morts.
- accidents ferroviaires de Morpeth (en), les 25 mars 1877, 7 mai 1969, 24 juin 1984, 13 novembre 1992 et 27 juin 1994 à Morpeth (Northumberland, Angleterre) - 5, 6, 0, 1 et 0 morts.
- Accident ferroviaire de Eltham (en), le 11 juin 1972 à Eltham (Greenwich, Grand Londres) - 6 morts
- Accident ferroviaire de Brühl (en), le 6 février 2000 à Brühl (Rhénanie-du-Nord-Westphalie) - 9 morts
- Accident de métro de Notre-Dame-de-Lorette, le 30 août 2000 à Paris - 0 morts et 24 blessés.
- Accident ferroviaire de Waterfall (en), le 31 janvier 2003 à Waterfall (en) (Nouvelle-Galles du Sud) - 7 morts.
- Accident ferroviaire de Berajondo (en), le 15 novembre 2004 à Berajondo (Queensland) - 0 mort et 157 blessés.
- Accident de métro de Valence, le 3 juillet 2006 à Valence (province de Valence) - 41 morts.
- Accident ferroviaire de Saint-Jacques-de-Compostelle, le 24 juillet 2013 à Saint-Jacques-de-Compostelle (Galice) - 78 morts.
- le 14 novembre 2015 - Eckwersheim (Bas-Rhin) : déraillement d'une rame d'essai de TGV (rame 744) sur la ligne nouvelle Paris – Strasbourg[28], faisant onze morts et quarante-deux blessés, dont quatre graves.

### Perte de contrôle
Cette seconde liste ci-dessous résume, par ordre chronologique, les principaux accidents ferroviaires similaires, causés par une perte de contrôle de la motrice ou du freinage.
- Accident ferroviaire de Glenbrook (en), le 2 décembre 1999 à Glenbrook (Nouvelle-Galles du Sud) - 7 morts.